# Hardware de rede Artisoft

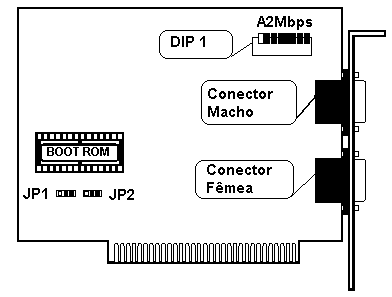
Esquema de uma placa de rede ISA Artisoft de 2 Mbps.

Da mesma forma que a Novell ajudou a popularizar os adaptadores de rede Ethernet vendendo sua própria linha de produtos, houve uma época em que a fabricante da LANtastic também produziu seus próprios cabos, hubs e adaptadores (fabricados pela Eagle Technology, adquirida pela Artisoft em janeiro de 1994 e vendida um ano depois para a Microdyne Corporation). Eles começaram com uma linha de placas de rede de 8 bits (soquete ISA) que rodava a apenas 2 Mbps (megabits por segundo), contra 10 Mbps de um adaptador Ethernet comum, e só eram compatíveis com a própria LANtastic.

## Hardware de 8 bits (ISA)

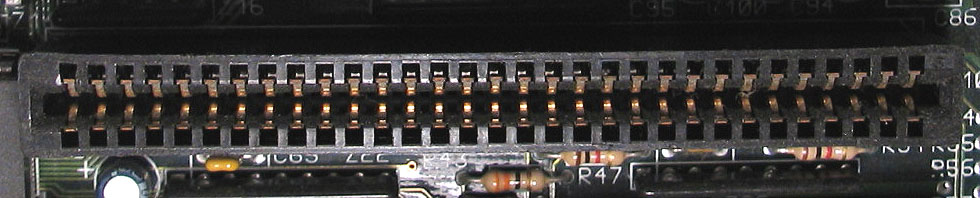
Slot de expansão ISA (8 bits) do IBM-XT.

### Artisoft 2Mbps Network Adapter
O Artisoft 2Mbps Network Adapter foi produzido em três versões:
- O2MBPS - 2 Mbps (original)
- E2MBPS - 2 Mbps Enhanced (possuía um "DIP switch" com quatro chaves para configuração e a possibilidade de incluir uma "placa-filha" com uma ROM de boot remoto ou memória RAM adicional)
- 2 Mbps ASIC ("Application Specific Integrated Circuitry")

Em comum, as três versões possuíam duas portas DB9 (macho e fêmea) e usavam cabos blindados de par trançado. A configuração de rede mais comum era em "daisy chain" ou topologia "bus", sendo que o cabo ligava um conector macho a porta fêmea no próximo adaptador da cadeia. O terminador de rede era um plug DB9 com um resistor de 100 Ohm ligando os pinos 3 e 4, e outro resistor de 100 Ohm ligando os pinos 7 e 8.
A Artisoft recomendava o uso do seu cabo blindado exclusivo para as conexões, o qual permitia atingir, segundo sua documentação, uma distância máxima de quase 64 metros entre estações da rede.

### HubArtisoft
Um hub de 12 portas, projectado especificamente para conectar estações de trabalho LANtastic usando adaptadores de 2 Mbps.

### Simply LANtastic Ethernet Adapter (ISA)
Adaptador Ethernet de 8 bits para uso doméstico, o qual sacrificava a performance em nome da facilidade de uso: os cabos (com extensão máxima entre estações de 8,5 m) eram conectados no adaptador através de tomadas ("mini-jack") semelhantes aos de aparelhos de áudio. Não havia a necessidade de um terminador de rede.

### Simply Parallel Adapter
Uma porta Ethernet paralela, que eliminava a necessidade de abrir o computador para inserir uma placa de rede. Radicalizava o conceito do Simply Ethernet Adapter, com cabos e conectores de áudio, e fazendo rede e impressora compartilharem a mesma porta (o que nem sempre funcionava de modo pacífico - algumas impressoras se recusavam a funcionar nesse sistema).

## Hardware de 16 bits (ISA)

### Série AE (Adaptadores AE-1/T, AE-2, AE-2/T e AE-3)
Placas de rede Ethernet de 16 bits, configuráveis através de "jumpers" e compatíveis a nível de registro com as NE2000. Ostentavam 16 Kb de RAM "on-board" para buffer do tráfego de rede, expansíveis para 64 Kb. Podiam ser usadas como placas Ethernet comuns em qualquer rede (ou seja, não possuíam arquitetura proprietária). A principal diferença entre os três modelos era o conector (e tipo de cabeamento suportado) em cada uma delas:
- AE-1/T - conector RJ45 (cabo de par trançado não-blindado)
- AE2 - conectores DB15 (cabo "Thicknet") e BNC (cabo coaxial)
- AE-2/T - conectores RJ45 e DB15
- AE-3 - conectores RJ45, DB15 e BNC

### Adaptadores NodeRunner 2000 e NodeRunner 2000SI
Placas de rede Ethernet de 16 bits, que utilizavam um chip ASIC ("Alice") para acelerar o processamento dos sinais. As NR2000 foram projectadas para uso em redes LANtastic versão 5.0 ou anteriores, enquanto as NR2000SI funcionavam com redes de outros fabricantes e com a LANtastic versão 6.0 (mas não com versões anteriores). As SIs originais podiam ser identificadas por um adesivo amarelo ou vermelho preso na parte externa do espelho da placa, enquanto as 2000 originais possuíam um adesivo branco no mesmo local.

### Hardware de 16 bits (MicroChannel)
A Artisoft criou versões de seus adaptadores de rede para o padrão proprietário MicroChannel (MCA), utilizado nos modelos IBM PS/2. Os modelos fabricados eram das séries AE, A2MBPS e NodeRunner, e foram projectados para uso exclusivo em redes LANtastic.

### BootPROM
Chip inserido numa interface de rede para permitir boot remoto. Era usado em estações de trabalho "diskless" (sem drive de disquete nem disco rígido), para inicializar o sistema via rede, através de um servidor remoto.

### HubT-Runner I
Hub Ethernet 10baseT com 8 ou 12 portas (RJ-45).

### HubT-Runner II
Hub Ethernet 10baseT com 8 ou 16 portas (RJ-45).

### Peer Hub
Hub dinâmico 10baseT para inserção no computador, como se fosse um adaptador de rede. Dotado de cinco portas externas RJ-45 e duas internas (usadas para conexão com outros adaptadores das séries AE/T e NR2000 instaladas no mesmo computador), era oferecido como uma alternativa aos hubs externos. Até quatro Peer Hubs podiam ser instalados numa mesma máquina.

### Central Station I e II
Módulo independente de conexão para impressoras, modens e laptops numa rede LANtastic, evitando a compra de um computador especificamente para este fim. Possuía 2 portas seriais DB-9 bi-direcionais, uma porta auxiliar DB-9 para protocolo XON/XOFF (somente no Central Station II), uma porta paralela DB-25 para conexão de impressoras, outra porta paralela DB-25 para conexão de mais uma impressora ou laptop (somente no Central Station II). O Central Station não era compatível com máquinas rodando LANtastic para Windows 95 e nem dava suporte para modens com taxas de transferência acima de 14.4 Kbps.

### LANtastic Sounding Board (Voice Adapter)
Placa de som de 8 bits (ISA), desenvolvida pela Artisoft (originalmente sob o nome Voice Adapter), especificamente para gravar e reproduzir mensagens de voz através de uma rede LANtastic. Em ambiente Windows, podia gravar sons em seu formato nativo MULAW ou no WAVE do Windows. Foi comercializada como parte do pacote Artisoft Net Media, que teve vida breve.